# غلامعلی رئیس‌الذاکرین
غلامعلی رئیس‌الذاکرین دهبانی (زادهٔ ۱۰ فروردین ۱۳۱۸ – درگذشتهٔ ۱ مهر ۱۴۰۰) آغازگر سرایش شعر به گویش سیستانی بود. این استاد را چهره‌های نامی ادبیات، برترین بومی سرای ایران می‌دانند بطوری که تمامی آثار استاد رئیس‌الذاکرین که برخی‌ها را نیز با صدای خودش خوانده‌است به زبان سیستانی نوشته و چاپ شده‌است. رئیس‌الذاکرین کارشناس زیست‌شناسی بود اما اراده و عشق به وطن سبب گردید تا برترین بومی سرای ایران با سبک مختص خودش شود. وی نخستین کتاب شعرش را به گویش سیستانی در سال ۱۳۵۵ با نام کورنامه نیمروز منتشر نمود.
وی همچنین انتشار کتبی با عناوین عیدوک جمازه سوار شب رو، پنج ارغن، کندو، زاد سروان سیستان، غزلیات عبرت سیستانی، خال َکجَک، آسوکَه، اشعار مقبولی، فرهنگ منظوم دهبانی، صد پند صد حبه قند، اسناد تاریخی سیستان، کاکُلَک، هفت خوان یعقوب، زیر بادگیر بلور، یک شهر در آتش سه بار، گج واگج، نغمه آرچنگ، سرود بیگاهان، پرده آخر را نیز در کارنامه خود دارد.
شماری از اشعار وی چند دهه‌است که به واسطهٔ پخش در رادیو محلی شهرستان زابل و همچنین شبکه استانی سیستان و بلوچستان، هامون، در میان مردم سیستان سینه به سینه انتقال می‌یابد.

## کور نامه نیمروز

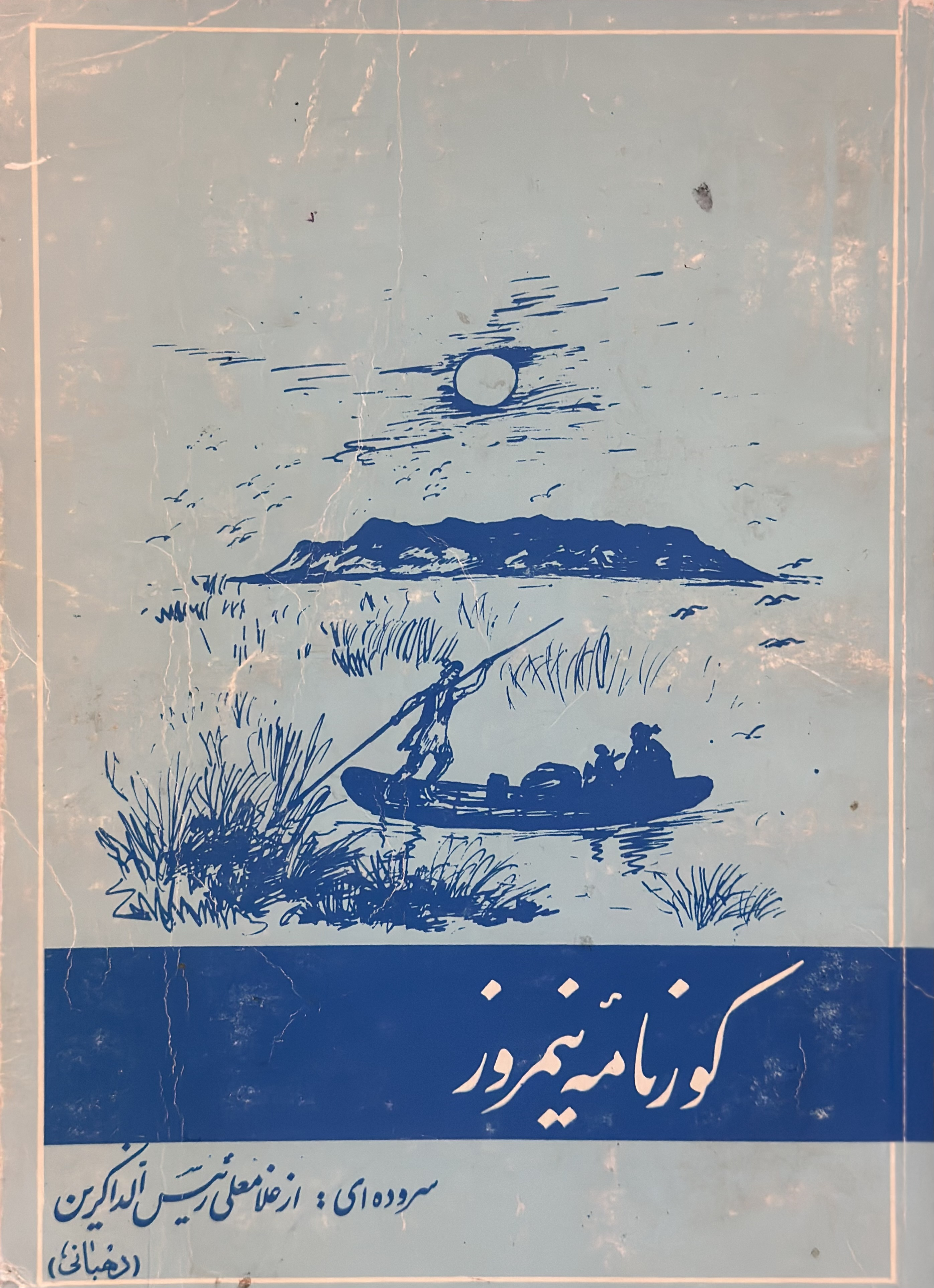
تصویری از کوه خواجه و مرد توتن سوار بر هامون

نخستین کتاب شعر به گویش سیستانی در ادبیات ایران که درسال ۱۳۵۵ چاپ شد. 

## پنج ارغن

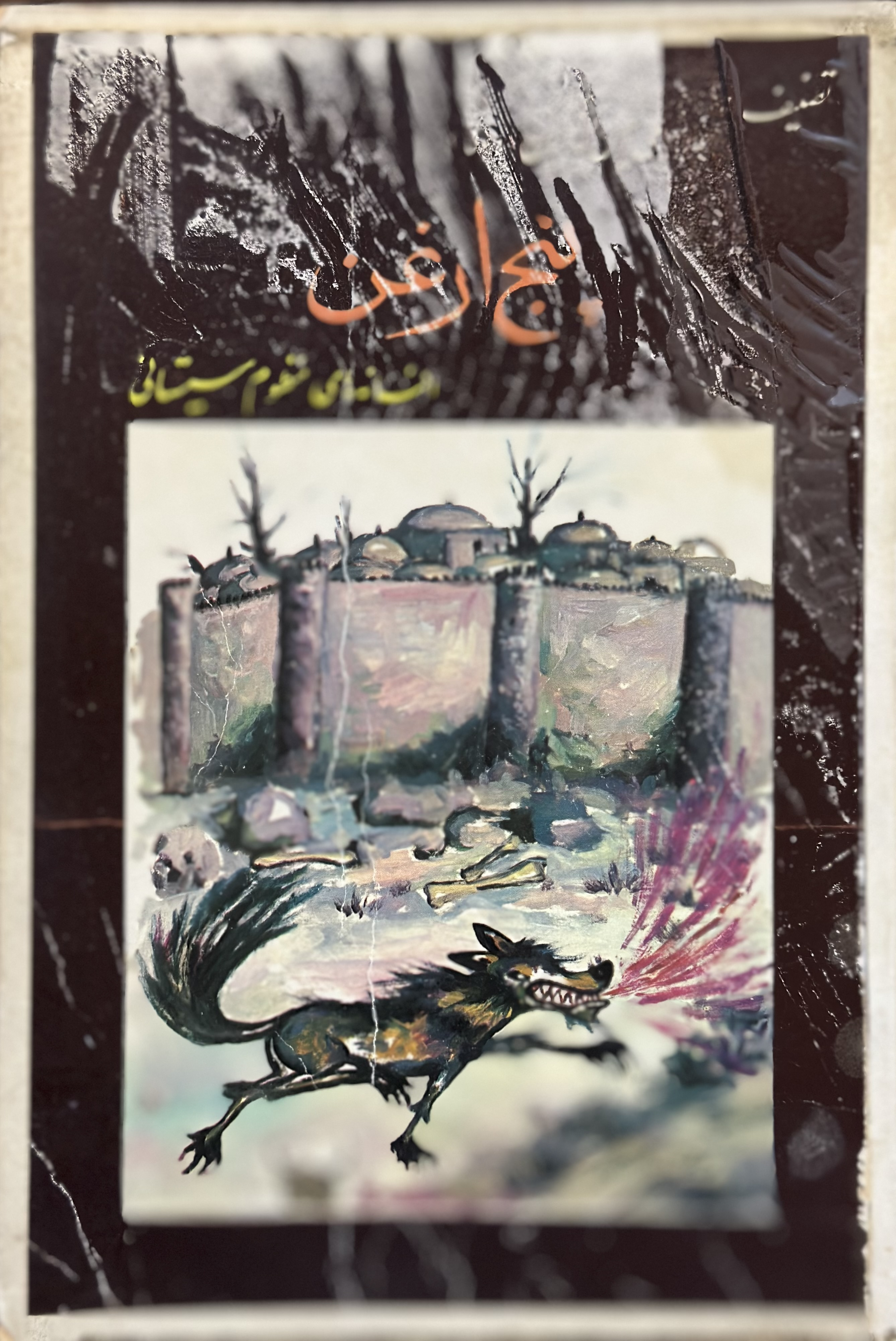
طرح جلد پنج ارغن نقاشی استادعباسعلی شهبازی ۱۳۵۵

پنج اَرغَن، افسانه‌های منظوم سیستانی کتاب شعری است از غلامعلی رئیس‌الذاکرین دهبانی که به گویش سیستانی سروده شده‌است. این کتاب سهم به سزائی در پیشبرد ادبیات سیستان داشته‌است و تاکنون از جدی‌ترین تألیفات ادبی موجود به گویش سیستانی می‌باشد. سبک ادبی این کتاب فابل بوده و از زبان حیوانات سروده می‌شود. این کتاب به نوعی کلیله و دمنه سیستان می‌باشد،

## درگذشت
وی پس‌از تحمل یک دوره بیماری در ۱ مهر ۱۴۰۰ در منزل شخصی اش در مشهد درگذشت.